# Kamendaka opacipennis
Kamendaka opacipennis är en insektsart som först beskrevs av Frederick Arthur Godfrey Muir 1926.  Kamendaka opacipennis ingår i släktet Kamendaka och familjen Derbidae. Inga underarter finns listade i Catalogue of Life.